# Jörg Landvoigt
Jörg Landvoigt (* 23. März 1951 in Brandenburg (Havel), Land Brandenburg, DDR) ist ein ehemaliger deutscher Ruderer, Rudertrainer und jetzt ein Sportfunktionär. Er wurde zusammen mit seinem Zwillingsbruder Bernd zweimal Olympiasieger und viermal Weltmeister in der Bootsklasse Zweier ohne Steuermann.

## Leben
Jörg Landvoigt begann 1965 mit seinem Bruder seine Sportlerlaufbahn bei der BSG Einheit Brandenburg und wurde 1969 nach Potsdam zur Kinder- und Jugendsportschule und zum Klub SG Dynamo Potsdam delegiert. Seinen ersten großen internationalen Erfolg errang er bei den Olympischen Spielen 1972 in München, wo er als Mitglied des DDR-Achters die Bronzemedaille gewann.
Später bildete er mit seinem Zwillingsbruder Bernd einen der erfolgreichsten Zweier-ohne aller Zeiten, die 179 Siege in 180 aufeinander folgenden Rennen erreichten. 
Sowohl bei den Olympischen Spielen 1976 in Montréal als auch bei den Spielen 1980 in Moskau wurden sie Olympiasieger. Außerdem siegten sie bei den Weltmeisterschaften 1974, 1975, 1978 und 1979 und wurden dreimal Meister der DDR (1974, 1978 und 1979). 1980 beendeten beide den Leistungssport.
Neben seiner Karriere absolvierte er 1969–1977 erfolgreich ein Sportstudium und arbeitete nach seiner aktiven Zeit von 1980 bis 1996 als Trainer bei der SG Dynamo Potsdam, die ab 1990 als Potsdamer Ruder-Gesellschaft fortgeführt wurde.
Heute arbeitet er als Referent für Leistungssport im Landessportbund Brandenburg. Ehrenamtlich ist Landvoigt seit 1998 Vorsitzender des Havel-Regatta-Vereins von 1920, der sich um die Austragung regionaler und nationaler Ruderwettkämpfe im Raum Potsdam und Brandenburg kümmert. Im Rahmen dieses Ehrenamts war er auch stellvertretender Vorsitzender der Organisationskomitees der Junioren-Weltmeisterschaften 2005 und U23-Weltmeisterschaften im Rudern 2008, die beide in seiner Heimatstadt stattfanden. 
Sein Sohn Ike Landvoigt (* 1973) war ebenfalls ein erfolgreicher Ruderer, der anfangs von seinem Onkel Bernd Landvoigt trainiert wurde. Er wurde 1995 mit dem Deutschland-Achter Weltmeister.

## Auszeichnungen (Auswahl)
- 1974: Vaterländischer Verdienstorden in Bronze
- 1976: Vaterländischer Verdienstorden in Silber[1]
- 1980: Vaterländischer Verdienstorden in Gold
- 1988: Orden Banner der Arbeit Stufe I